# 仏護
仏護（ぶつご、梵: Buddhapālita, ブッダパーリタ、470年‐540年頃）とは、南インド出身のインド仏教中観派の僧侶。
同時代の清弁と共に龍樹の思想を学び、中期中観派の草分けとなった。
清弁が唯識派に対抗するために自派の主張の自立的論証（スヴァタントラ）を志向したのに対して、仏護は龍樹の姿勢に倣って、相手の主張に対する帰謬的否定（プラサンガ）の姿勢を堅持した。こうして中観派は中期以降、清弁を祖とする「自立派」（スヴァータントリカ）と仏護を祖とする「帰謬派」（プラーサンギカ）に分裂することになる。

## 著作
- 『根本中論註』- 『中論』の註釈